# 新座増圧ポンプ所
新座増圧ポンプ所（にいざぞうあつぽんぷしょ、英称：Niiza Boostup pumpstation）は、埼玉県新座市本多にあった東京都水道局のポンプ所。東京都水道局朝霞浄水管理事務所技術課所管であった。
1964年（昭和39年）8月25日竣工。原水は利根川から引き入れた。1966年（昭和41年）に朝霞浄水場第一期工事が完了したことに伴い、わずか約2年で休止となる。

## 歴史
昭和30年代後半の東京では危機的な渇水が毎年続き、水がめである奥多摩湖は干上がり、「しょうがないダム（小河内ダム）」とマスコミから批判されていた。そこで東京都水道局では、1964年（昭和39年）10月10日に開催される東京オリンピックに備えて、原水を渇水続きの多摩川水系から利根川水系に求めた結果、利根川から東村山浄水場に原水を導水する施設を建設することを決定した。
新座増圧ポンプ所は原水連絡管と併せて急ピッチで建設が進められ、1964年（昭和39年）8月25日には通水し、東村山浄水場への導水が開始された。これにより東京オリンピックに於ける水需要の急増に間に合わせることができた。しかし、2年後の1966年（昭和41年）に朝霞浄水場の第一期工事が完成したため、新座増圧ポンプ所は存在意義を失い施設休止となる。以降は一度も稼動することなく、40年以上に渡りぽつんと寂しく佇むのみであった。
平成16年度包括外部監査により新座増圧ポンプ所は不稼動の未利用資産であると指摘され、速やかに用途廃止のうえ会計上除却し、撤去工事を行うべきものであるとされた。このため、新座増圧ポンプ所は2005年（平成17年）3月31日付で用途廃止及び除却扱いとなった。2007年（平成19年）12月から撤去工事が開始され、2008年（平成20年）7月に撤去工事が完了した。

## 施設概要
| 事業所名 | 新座増圧ポンプ所 Niiza Boostup pumpstation |
| 所在地   | 埼玉県新座市本多1丁目3番23号               |
| 通水     | 1964年8月25日                              |
| 廃止     | 2007年12月31日                             |
| 用地面積 | 4,322m2                                    |

座標: 北緯35度46分46.488秒 東経139度33分26.5644秒 / 北緯35.77958000度 東経139.557379000度

## アクセス
- 路線バス
  - 西武バス「新座市児童センター」または「本多一丁目」バス停留所で下車。児童センター交差点から水道道路を清瀬方面に向かって150m先の右側にあった。